# Scaphotettix slenderus
Scaphotettix slenderus är en insektsart som beskrevs av Li och Wang 2005. Scaphotettix slenderus ingår i släktet Scaphotettix och familjen dvärgstritar. Inga underarter finns listade i Catalogue of Life.